# XTree
XTree – menedżer plików, popularna powłoka systemowa oparta na semigrafice ułatwiająca korzystanie z systemu operacyjnego MS-DOS, konkurująca przed upowszechnieniem interfejsów graficznych z programem Norton Commander. Pierwsza wersja programu powstała w 1985 roku; od 1990 pod nazwą XTree Gold program otrzymał usprawnienia takie jak: rozwijalne menu, obsługa archiwów ZIP, podgląd plików graficznych.